# Remixed & Revisited
„Remixed & Revisited“ е ремикс албум на Мадона. Издаден е през 2003 г., половин година след „American Life“.

## Списък на песните
1. Nothing Fails (Nevins Mix) – 3:50
2. Love Profusion (Headcleanr Rock Mix) – 3:16
3. Nobody Knows Me (Mount Sims Old School Mix) – 4:44
4. American Life (Headcleanr Rock Mix) – 4:01
5. "Like A Virgin/Hollywood Medley" – 5:34
6. Into The Hollywood Groove (The Passengerz Mix) – 3:42
7. Your Honesty – 4:07